# Mariama Hima
Mariama Hima Yankori (Niamey, 20 de febrero de 1951) es una directora de cine, etnóloga y política nigerina. Fue la primera directora de cine nigerina en la década de 1980, cuando era Secretaria de Estado de Promoción de Mujeres y Protección de la Niñez, y más tarde fue la primera mujer nigerina embajadora en Francia.

## Biografía
Nació en Niamey en 1951 y estudió localmente hasta obtener la licenciatura. En 1973, viajó a Francia y estudió etnolingüística en la École Pratique des Hautes Études en París. Obtuvo el PhD en 1989 por la Universidad de París X Nanterre en antropología.

## Carrera de cine y política

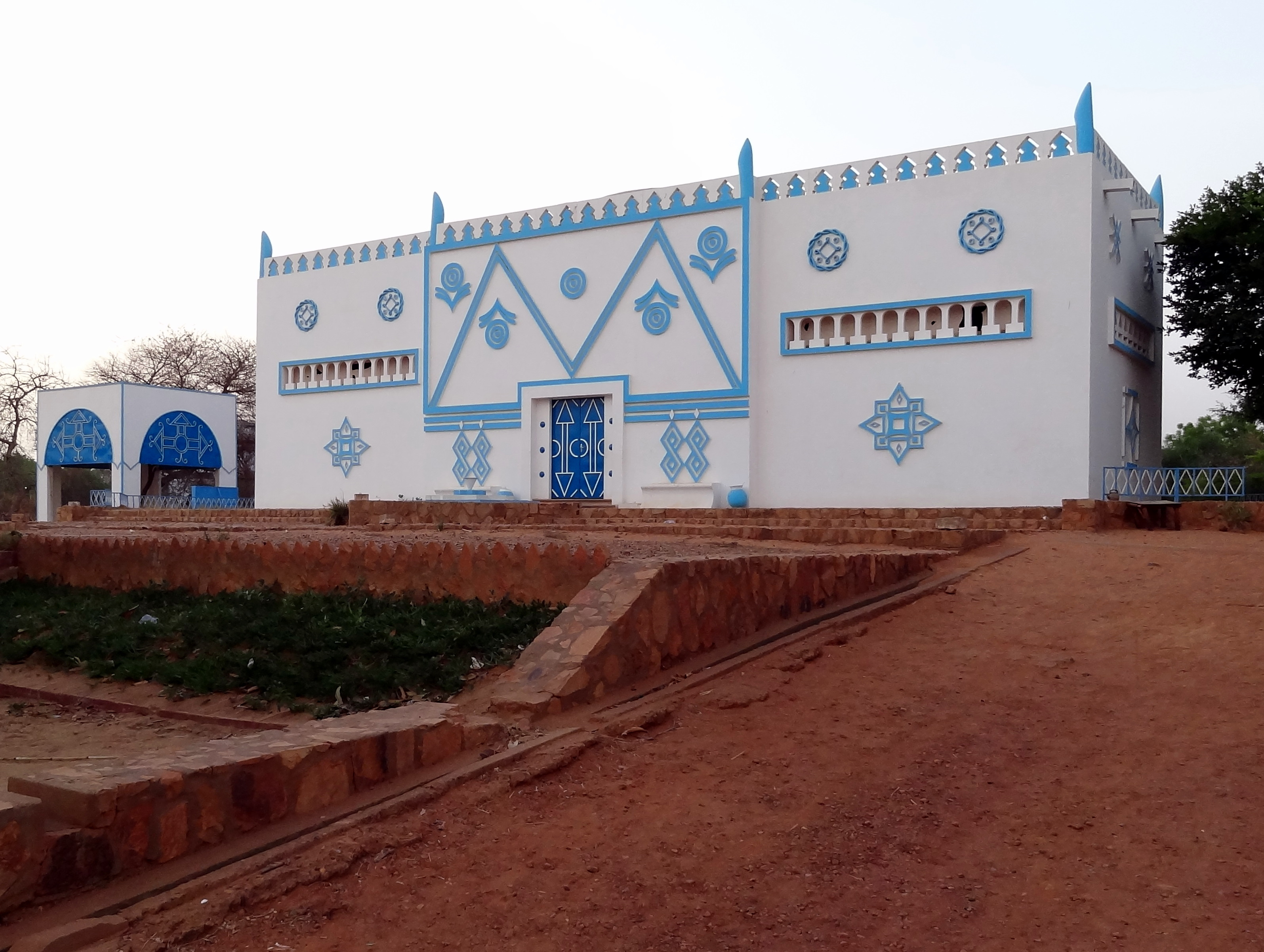
Edificio en el Museo Nacional en Niamey, donde Hima fue directora de 1992 a 1996.

Entre la década de 1980 y la de 1990, realizó cinco películas documentales y se convirtió en la primera mujer nigerina directora de cine.
Después de filmar la mayoría de sus películas, Hima trabajó en total una década como curadora en el Museo Nacional de Níger en Niamey, donde entre 1992 y 1996 fue directora. En 1990, fue designada Directora Nacional de Cultura.
En 1996, Hima fue nombrada Secretaria de Estado de Promoción de Mujeres y Protección de la Niñez por el presidente Ibrahim Baré Maïnassara. Posteriormente, fue Ministra de Desarrollo Social de Níger.
En 1997, fue nombrada embajadora de Níger en Francia, deviniendo en la primera mujer nigerina embajadora. A pesar del deceso de Maïnassara durante el golpe de Estado en Níger de 1999, se mantuvo como embajadora en París hasta 2003.
Hima es Chevalier y Gran Oficial de la Orden Nacional del Mérito y Comendadora de la Orden de las Palmas Académicas.

## Filmografía
Sus guiones de cine documental, se centran en los artesanos que trabajan en Niamey. Se le han otorgado premios en festivales de cine internacionales, incluyendo el Festival internacional de Cine de Venecia y Cinéma du réel.
- 1984: Baabu Banza (Rien ne se jette), documental, 20 min
- 1985: Falaw (L'aluminio), documental, 16 min
- 1986: Toukou (Le tonneau), documental[10]
- 1987: Katako (Les planches), documental
- 1994: Hadiza et Kalia, documental